# Le Panche
Le Panche sono un rilievo dell'isola d'Elba, situato tra Il Ferale e il paese di Poggio. Il toponimo, attestato dal 1820, deriva da una serie di formazioni monzogranitiche ad andamento orizzontale somiglianti a delle panche. Sulla montagna si trova un antico quartiere pastorale per la mungitura delle capre, il Caprile delle Panche, documentato dal 1820. Nei pressi esistono piccoli ripari sottoroccia di origine incerta, ma probabilmente inquadrabili nel contesto degli insediamenti protostorici del Monte Capanne. A minor quota si trova il Crino di Montecristo.

## Ambiente
La vegetazione è composta da gariga caratterizzata da Helichrysum italicum, Lilium bulbiferum croceum, Erica arborea, Arbutus unedo e Quercus ilex. A quota minore (467 m), sul lato occidentale, si trova una stazione subspontanea di Iris germanica.